# WIMP (Web-Plattform)
Im Web-Kontext steht WIMP für ein Software-Bundle, mit dem sich datenbankgestützte, dynamische Webseiten realisieren lassen. Das Bundle besteht (gemäß der Anfangsbuchstaben) aus den folgenden Softwareprodukten:
- Windows als Plattform,
- IIS (Microsofts Webserver),
- MySQL als Datenbank im Hintergrund
- und PHP, eine Skriptsprache zur Realisierung website-spezifischer Funktionalität.

Alternativen sind z. B. WAMP und LAMP.